# Mrlina
Mrlina este un râu din Republica Cehă, afluent de dreapta al râului Elba. Curge prin regiunile Hradec Králové și Boemia Centrală. Are o lungime de 49,6 kilometri (30,8 mi). Bazinul său hidrografic are o suprafață de 656,7 kilometri pătrați (253,6 mi2).

## Etimologie
Râul s-a numit inițial Mrdlina. Numele râului este derivat din cuvintele în limba cehă mrlý și mdlý, care au sensul de „lent”, „slab”.

## Geografie

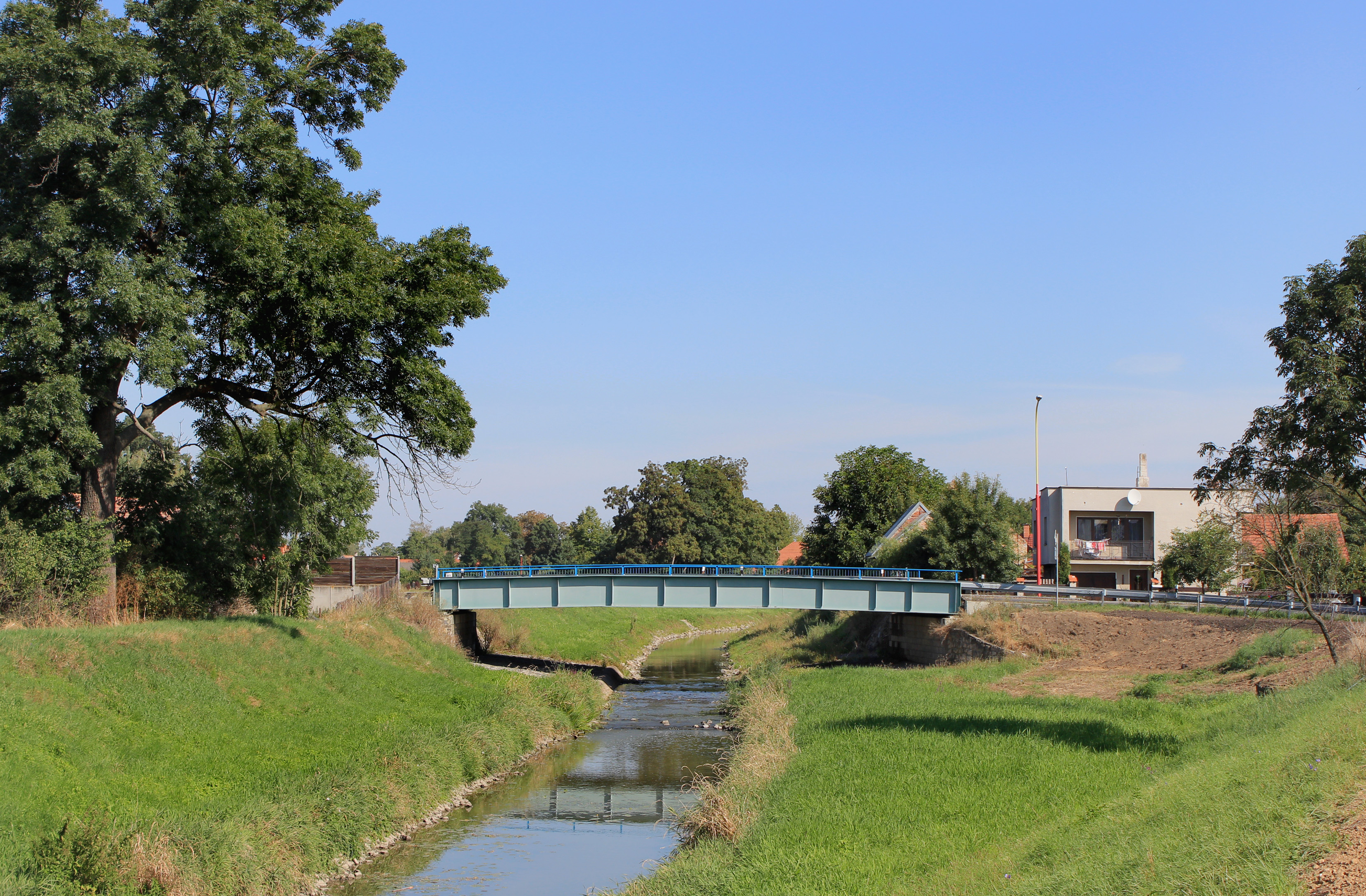
Râul Mrlina în Vestec

Râul Mrlina își are izvorul pe teritoriul comunei Markvartice, în Munții Jičín⁠(d), la o altitudine de 376 m (1.234 ft) deasupra nivelului mării și curge spre comuna Nymburk, pe teritoriul căreia se varsă în râul Elba la o altitudine de 183 m (600 ft).
Râul are o lungime de 49,6 kilometri (30,8 mi). Bazinul său hidrografic are o suprafață de 656,7 kilometri pătrați (253,6 mi2).
Cei mai lungi afluenți ai râului Mrlina sunt:
| Nume afluent      | Lungime (km) | Km. de râu | Afluent de |
| ----------------- | ------------ | ---------- | ---------- |
| Štítarský potok   | 27,5         | 15,0       | stânga     |
| Hasinský potok    | 19,7         | 21,5       | dreapta    |
| Velenický potok   | 18,2         | 7,3        | stânga     |
| Křinecká Blatnice | 15,3         | 7,3        | dreapta    |
| Klobuš            | 10,1         | 2,9        | dreapta    |

## Curs
Cel mai mare oraș de pe râu este Nymburk. Râul curge prin teritoriile comunelor cehe Markvartice, Střevač⁠(d), Chyjice, Jičíněves, Kopidlno⁠(d), Rožďalovice⁠(d), Křinec⁠(d), Vestec și Budiměřice, înainte de a se vărsa în Elba pe teritoriul comunei Nymburk.

## Corpuri de apă
În zona bazinului său hidrografic se găsesc 590 de corpuri de apă. Cel mai mare dintre acestea este iazul Zrcadlo, care are o suprafață de 50 ha (120 acri).
Pe cursul superior al râului Mrlina au fost construite mai multe iazuri.

## Turism
Râul Mrlina este potrivit pentru turismul fluvial în perioada primăverii, când ploile ridică nivelul apei, și vara, când iazurile sunt drenate. O lungime de aproximativ 18 km (11 mi) a râului este navigabilă.